# Bulbothrix semilunata
Bulbothrix semilunata är en lavart som först beskrevs av Lynge, och fick sitt nu gällande namn av Hale. Bulbothrix semilunata ingår i släktet Bulbothrix och familjen Parmeliaceae.   Inga underarter finns listade i Catalogue of Life.